# Leão-marsupial
O leão-marsupial é o nome genérico dado aos extintos marsupiais da família Thylacoleonidae, que habitaram a Austrália no Neogénico. Apesar do nome popular, estes animais não estão relacionados com os leões, que são mamíferos placentários da família Felidae. O grupo surgiu no Oligocénico (ca. 33 milhões de anos) e extinguiu-se no Plistocénico (c. 10 mil anos atrás). Foram encontrados fósseis de oito espécies de leões marsupiais classificadas em três géneros. A família Thylacoleonidae evoluiu a partir de antepassados herbívoros pertencentes à infra-ordem Vombatiformes que inclui os wombats e coalas modernos, os parentes mais próximos do leão marsupial.
Os tilacoleonídeos mais primitivos, pertencentes ao género Priscileo, eram pouco maiores de uma doninha e tinha uma dentição pouco especializada. Eram possivelmente omnívoros e arbóreos. O género Wakaleo surgiu no Miocénico e representa uma evolução no sentido de um maior tamanho.
O leão marsupial, no sentido estrito, surgiu no Pliocénico e pertenceu ao género Thylacoleo. Era um carnívoro voraz que se alimentava possivelmente de cangurus e wombats gigantes, entre outros herbívoros australianos. O Thylacoleo tinha dentes caninos muito reduzidos e matava as suas presas com os quatro incisivos longos e projectados para a frente. O tipo de molares sugere que não fosse capaz de roer nem esmagar ossos, sendo altamente especializado para a mastigação de partes moles. Por comparação, os felinos matam as presas com os dentes caninos e conseguem mastigar ossos. O Thylacoleo tinha dimensões semelhantes às de um leopardo actual mas o seu corpo era muito mais robusto e calcula-se que pesasse o mesmo que um leão moderno. As pernas dianteiras eram bastante poderosas e terminavam em patas com polegar oponível e garras longas. Estas características sugerem que caçassem de emboscada em vez de perseguições rápidas.
Os leões marsupiais sobreviveram até à chegada do homem moderno ao continente australiano. É pouco provável que os aborígenes tivessem entrado em conflito directo com estes predadores. No entanto, os danos que causaram às faunas de herbívoros contribuiu para o desaparecimento destes carnívoros altamente especializados há cerca de 10.000 anos.

## Classificação taxonómica
- Gênero †Priscileo[3]
  - †Priscileo pitikantensis (Oligoceno Superior)
  - †Priscileo roskellyae (Mioceno Médio)
- Subfamília Wakaleoninae
  - Gênero †Wakaleo
    - †Wakaleo alcootaensis (Mioceno Superior)
    - †Wakaleo oldfieldi (Mioceno Inferior-Superior)
    - †Wakaleo vanderleuri (Mioceno Médio-Superior)
- Subfamília Thylacoleoninae
  - Gênero †Thylacoleo
    - †Thylacoleo carnifex (Pleistoceno)
    - †Thylacoleo crassidentatus (Plioceno)
    - †Thylacoleo hilli (Plioceno)
    - †Thylacoleo robustus
    - †Thylacoleo australis
    - †Thylacoleo oweni